# Gladiolus loteniensis
Gladiolus loteniensis är en irisväxtart som beskrevs av Olive Mary Hilliard och Brian Laurence Burtt. Gladiolus loteniensis ingår i släktet sabelliljor, och familjen irisväxter. Inga underarter finns listade i Catalogue of Life.